# Lista över muslimska riken
Redan under profeten Muhammeds levnad expanderade islam över ett allt större territorium. Expansionen blev än starkare under efterträdaren Abu Bakr och senare härskare.
Den muslimska världen kom att präglas av stora och mäktiga imperier. De viktigaste var följande:
| Umayyaderna       | 661-750   | Iran, Irak och Syrien                  |
| Abbasiderna       | 749-1258  | Iran, Irak och Syrien                  |
| Fatimiderna       | 909-1171  | Syrien och Egypten                     |
| Kalifatet Córdoba | 929-1031  | Spanien, Nordafrika                    |
| Seldjukerna       | 1038-1194 | Iran, Irak och Mindre Asien            |
| Ayyubiderna       | 1169-1260 | Syrien och Egypten                     |
| Ilkhanatet        | 1256-1336 | Iran och Irak                          |
| Mamluckerna       | 1250-1517 | Syrien och Egypten                     |
| Osmanska riket    | 1281-1922 | Mindre Asien, Irak, Syrien och Egypten |
| Timuriderna       | 1370-1506 | Iran och Centralasien                  |
| Safaviderna       | 1501-1732 | Iran                                   |